# Лоди Спаго (Парма)
Лоди Спаго је насеље у Италији у округу Парма, региону Емилија-Ромања.
Према процени из 2011. у насељу је живело 1 становника. Насеље се налази на надморској висини од 64 м.